# Ariadna reginae
Espèce
Ariadna reginae est une espèce d'araignées aranéomorphes de la famille des Segestriidae.

## Distribution
Cette espèce se rencontre au Costa Rica, au Guatemala, au Belize et au Mexique au Chiapas,.

## Description
Le mâle holotype mesure 2,84 mm et la femelle paratype 4,6 mm, les mâles mesurent de 2,8 à 3,72 mm et les femelles de 2,88 à 6,56 mm.

## Étymologie
Cette espèce est nommée en l'honneur de Regina Maria Marsola Giroti, la mère d'André Marsola Giroti.

## Publication originale
- Giroti & Brescovit, 2018 : The taxonomy of the American Ariadna Audouin (Araneae: Synspermiata: Segestriidae). Zootaxa, no 4400(1), p. 1-114.